# Hellen Obiri
Pour les articles homonymes, voir Obiri.
Hellen Onsando Obiri (née le 13 décembre 1989 à Nyangusu, Kisii) est une athlète kényane, spécialiste des courses de demi-fond, double championne du monde du 5 000 m à Londres en 2017 et à Doha en 2019, vice-championne olympique sur la même distance à Rio en 2016, et médaille de bronze olympique à Paris en 2024. 

## Biographie

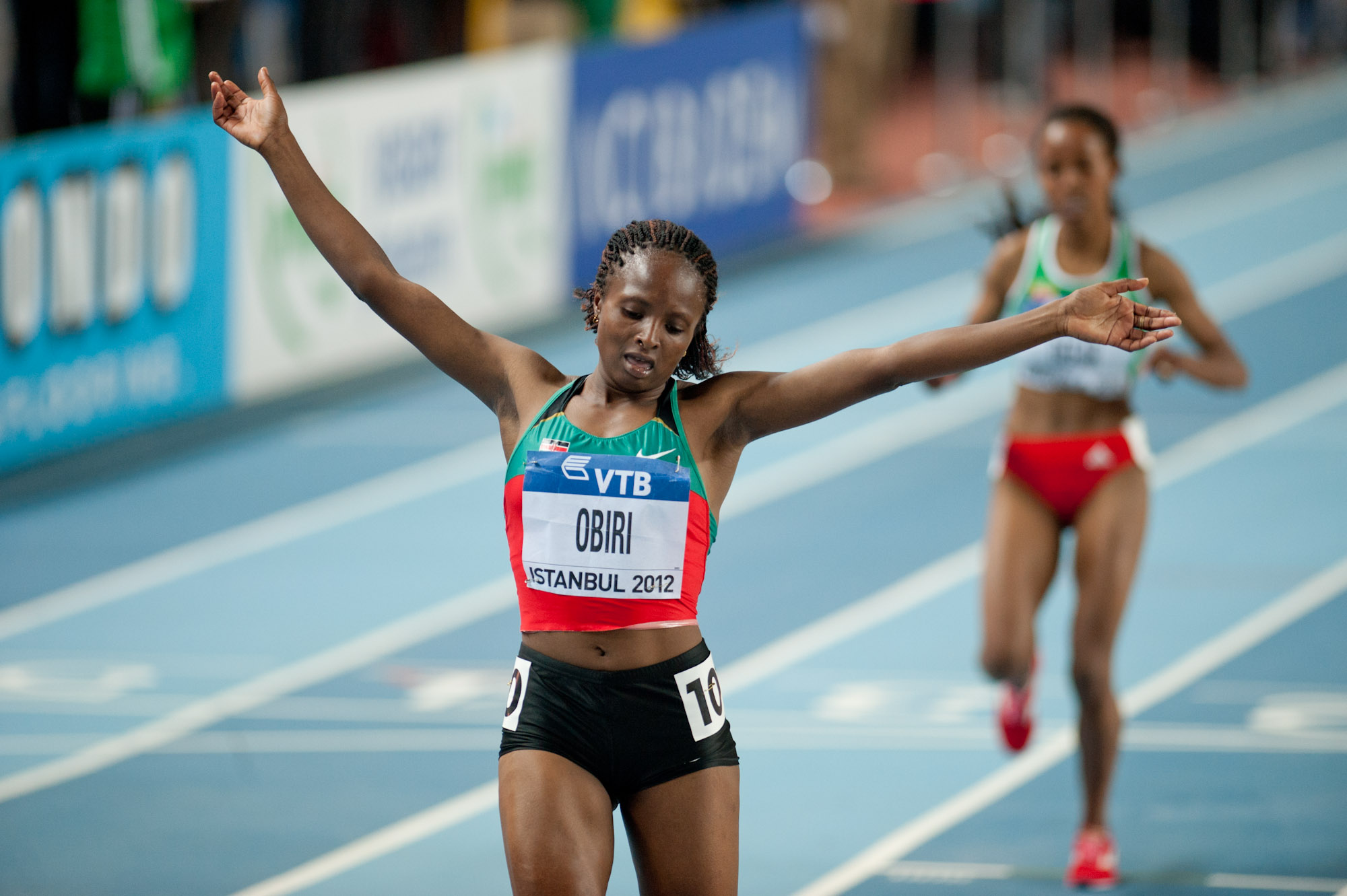
Hellen Obiri lors des championnats du monde en salle 2012.

Elle se révèle en début de saison 2012 lors des championnats du monde en salle d'Istanbul en s'adjugeant la médaille d'or du 3 000 m, devant les Éthiopiennes Meseret Defar et Gelete Burka, dans le temps 8 min 37 s 16. En mai 2012, elle descend pour la première fois de sa carrière sous les 4 minutes au 1 500 m en établissant le temps de 3 min 59 s 68 lors du Golden Gala de Rome. Elle participe aux Jeux olympiques de 2012, à Londres, et se classe douzième et dernière de la finale du 1 500 m mais est reclassée en 2015 à la 9e place à la suite de nombreux tests antidopage positifs.
En 2013, elle porte ses records personnels en plein air du 1 500 m à 3 min 58 s 58 à Eugene, et du 3 000 m à 8 min 34 s 25 à Stockholm. Lors des Championnats du monde 2013 de Moscou, Hellen Obiri remporte la médaille de bronze du 1 500 m dans le temps de 4 min 3 s 86, devancée par la Suédoise Abeba Aregawi et l'Américaine Jennifer Simpson.
Hellen Obiri se classe deuxième du 3 000 m lors des championnats du monde en salle se déroulant en mars 2014 à Sopot en Pologne, derrière l'Éthiopienne Genzebe Dibaba. Début mai, au cours du Qatar Athletic Super Grand Prix de Doha, elle établit la meilleure performance mondiale de l'année en 8 min 20 s 68 et améliore à cette occasion de près de quatre secondes le record d'Afrique que détenait l'Éthiopienne Meseret Defar depuis 2007. 
En mai 2014, elle remporte la médaille d'or du relais 4 × 1 500 mètres lors des premiers relais mondiaux de l'IAAF, à Nassau aux Bahamas, en compagnie de Mercy Cherono, Faith Kipyegon et Irene Jelagat. L'équipe du Kenya, qui devance les États-Unis et l'Australie, améliore de plus de 30 secondes le record du monde en 16 min 33 s 58.
Le 18 mai 2016, Obiri s'impose sur 1 500 m au World Challenge Beijing, signant 4 min 02 s 11 (record du meeting). Elle est médaillée d'argent sur le 5 000 m aux Jeux olympiques d'été de 2016.
Début 2017, Hellen Obiri remporte le World Indoor Tour sur 3 000 m, grâce à ses victoires à Boston et au Birmingham Indoor Grand Prix, et à sa seconde place à Karlsruhe. Le 8 juin, elle s'impose lors du meeting de la Ligue de diamant de Rome en 14 min 18 s 37, devenant ainsi la 5e performeuse de tous les temps sur le 5 000 m. A Londres le 13 août, elle devient pour la première fois de sa carrière championne du monde du 5 000 m après avoir placé une accélération fulgurante dans le dernier tour, devançant la championne du monde en titre Almaz Ayana et la Néerlandaise Sifan Hassan.
Elle se classe 5e des championnats du monde 2019 à Doha sur 10 000 m en 30 min 35 s 82, record personnel, puis conserve son titre planétaire sur 5 000 m en établissant un nouveau record des championnats du monde en 14 min 26 s 72, devant sa compatriote Margaret Kipkemboi et l'Allemande Konstanze Klosterhalfen.
Lors des championnats du monde 2022 à Eugene, elle décroche la médaille d'argent du 10 000 m en 30 min 10 s 02 (record personnel) derrière Letesenbet Gidey.
En 2023, elle remporte le semi-marathon de Ras el Khaïmah, le marathon de Boston, en 2 heures 21 minutes 38 secondes, les 10 kilomètres de Boston en 31 minutes et 21 secondes, et le marathon de New York en 2 heures 27 minutes 23 secondes. En 2024, elle arrive troisième au marathon des Jeux olympiques d'été de Paris, en 2 heures 23 minutes 10 secondes.

## Vie privée
Elle est mère d'une fille prénommée Tania, née en 2015.
Elle est officière de police.

## Palmarès
| Date | Compétition                            | Lieu                               | Résultat | Épreuve     | Temps           |
| ---- | -------------------------------------- | ---------------------------------- | -------- | ----------- | --------------- |
| 2011 | Jeux mondiaux militaires               | Rio de Janeiro                     | 3e       | 800 m       | 2 min 01 s 86   |
| 2011 | Championnats du monde                  | Daegu                              | 11e      | 1 500 m     | 4 min 20 s 23   |
| 2012 | Championnats du monde en salle         | Istanbul                           | 1re      | 3 000 m     | 8 min 37 s 16   |
| 2012 | Jeux olympiques                        | Londres                            | 8e       | 1 500 m     | 4 min 16 s 57   |
| 2013 | Championnats du monde                  | Moscou                             | 3e       | 1 500 m     | 4 min 3 s 86    |
| 2014 | Championnats du monde en salle         | Sopot                              | 2e       | 3 000 m     | 8 min 57 s 72   |
| 2014 | Relais mondiaux de l'IAAF              | Nassau                             | 1re      | 4 × 1 500 m | 16 min 33 s 58  |
| 2014 | Jeux du Commonwealth                   | Glasgow                            | 6e       | 1 500 m     | 4 min 10 s 84   |
| 2014 | Championnats d'Afrique                 | Marrakech                          | 1re      | 1 500 m     | 4 min 9 s 53    |
| 2016 | Jeux olympiques                        | Rio de Janeiro                     | 2e       | 5 000 m     | 14 min 29 s 77  |
| 2016 | Ligue de diamant                       | Ligue de diamant                   | 2e       | 5 000 m     | détails         |
| 2017 | Circuit mondial en salle de l'IAAF     | Circuit mondial en salle de l'IAAF | 1re      | 3 000 m     | détails         |
| 2017 | Championnats du monde                  | Londres                            | 1re      | 5 000 m     | 14 min 34 s 86  |
| 2017 | Ligue de diamant                       | Ligue de diamant                   | 1re      | 5 000 m     | 14 min 25 s 88  |
| 2018 | Championnats du monde en salle         | Birmingham                         | 4e       | 3 000 m     | 8 min 49 s 66   |
| 2018 | Jeux du Commonwealth                   | Gold Coast                         | 1re      | 5 000 m     | 15 min 13 s 11  |
| 2018 | Championnats d'Afrique                 | Asaba                              | 1re      | 5 000 m     | 15 min 47 s 17  |
| 2019 | Championnats du monde de cross-country | Aarhus                             | 1re      | Individuel  | —               |
| 2019 | Ligue de diamant                       | Ligue de diamant                   | 4e       | 5 000 m     | 14 min 33 s 90  |
| 2019 | Championnats du monde                  | Doha                               | 1re      | 5 000 m     | 14 min 26 s 72  |
| 2019 | Championnats du monde                  | Doha                               | 5e       | 10 000 m    | 30 min 35 s 82  |
| 2021 | Jeux olympiques                        | Tokyo                              | 2e       | 5 000 m     | 14 min 38 s 36  |
| 2021 | Jeux olympiques                        | Tokyo                              | 4e       | 10 000 m    | 30 min 24 s 27  |
| 2022 | Championnats du monde                  | Eugene                             | 2e       | 10 000 m    | 30 min 10 s 02  |
| 2023 | Marathon de Boston                     | Boston                             | 1re      | Marathon    | 2 h 21 min 38 s |
| 2023 | Marathon de New-York                   | New-York                           | 1re      | Marathon    | 2 h 27 min 23 s |
| 2024 | Marathon de Boston                     | Boston                             | 1re      | Marathon    | 2 h 22 min 37 s |
| 2024 | Jeux olympiques                        | Paris                              | 3e       | Marathon    | 2 h 23 min 10 s |

## Records
| Épreuve      | Épreuve       | Performance        | Lieu           | Date            |
| ------------ | ------------- | ------------------ | -------------- | --------------- |
| En plein air | 1 500 m       | 3 min 57 s 05      | Eugene         | 31 mai 2014     |
| En plein air | 3 000 m       | 8 min 20 s 68 (NR) | Doha           | 9 mai 2014      |
| En plein air | 5 000 m       | 14 min 18 s 37     | Rome           | 8 juin 2017     |
| En plein air | 10 000 m      | 30 min 10 s 02     | Eugene         | 16 juillet 2022 |
| En plein air | Semi-marathon | 1 h 04 min 22 s    | Ras el Khaïmah | 19 février 2022 |
| En plein air | Marathon      | 2 h 21 min 38 s    | Boston         | 17 avril 2023   |
| En salle     | 1 500 m       | 4 min 5 s 04       | Toruń          | 15 février 2018 |
| En salle     | 3 000 m       | 8 min 29 s 41      | Birmingham     | 18 février 2017 |